# Cardiastethus flaveolus
Cardiastethus flaveolus är en insektsart som beskrevs av Willis Blatchley 1928. Cardiastethus flaveolus ingår i släktet Cardiastethus och familjen näbbskinnbaggar. Inga underarter finns listade i Catalogue of Life.